# Тавнгашунское сельское муниципальное образование
Тавн-Гашунское сельское муниципальное образование — сельское поселение в Яшкульском районе Калмыкии

## География
Тавнгашунское СМО расположено в южной части Яшкульского района, в пределах Прикаспийской низменности.
Тавнгашунское СМО граничит:
- на западе с Цаган-Уснским СМО Яшкульского района;
- на северо-западе с Яшкульским СМО Яшкульского района;
- на севере с Уттинским СМО Яшкульского района;
- на востоке с Хулхутинским СМО Яшкульского района;
- на юге с Комсомольским СМО и Адыковским СМО Черноземельского района.

### Климат
Климат СМО резко континентальный с довольно высокой температурой в летний период. Распределение осадков по месяцам неравномерно, большее количество приходится на весеннее-летний период в виде кратковременных ливней. Среднегодовое количество осадков составляет 250 мм. Относительная влажность воздуха низкая, менее 30 %. Испаряемость за вегетационный период значительно превосходит количество выпадающих осадков. Среднегодовая скорость ветра составляет 5 м/с, максимальная — 15—20 м/с. Отмечаются сильные пыльные бури.
Гидрография
Тавнгашунское СМО слабо обеспечено водными ресурсами, пригодными для потребительских и хозяйственных целей.
Почвы
Влияние неблагоприятных климатических факторов, ветровой эрозии, развитого микрорельефа, засоленных почвообразующих пород, отличающихся значительной пестротой механического состава, сказалась на многообразии свойств выделенных почв и обусловило выделение внутри типов и подтипов целого ряда разновидностей почв и их комбинаций. Основу почвенного покрова составляют бурые полупустынные почвы и солонцы, залегающие в основном по равнинным и повышенным элементам рельефа. Значительные площади занимают поверхностно-луговато-бурые, лугово-бурые и луговые почвы и солонцы луговые, формирующиеся по различного рода понижениям. Пески приурочены к холмисто-бугристому рельефу.
Почти все почвы естественных угодий подвержены ветровой эрозии.

## Население
| 2002 | 2010 | 2011 | 2012 | 2013 | 2014 | 2015 |
| ---- | ---- | ---- | ---- | ---- | ---- | ---- |
| 453  | ↘394 | ↗396 | ↘374 | ↘359 | ↘355 | ↘345 |
| 2016 | 2017 | 2018 | 2019 | 2020 | 2021 |      |
| ↗349 | ↘341 | ↘332 | ↘323 | ↗330 | ↗345 |      |

Процесс воспроизводства населения в поселении характеризуется стабильным естественным приростом населения в последние годы. Однако значительный отток населения обуславливает сокращение численности населения.

## Состав сельского поселения
В состав сельского поселения входят 3 населённых пункта
| № | Населённый пункт | Тип населённого пункта          | Население |
| - | ---------------- | ------------------------------- | --------- |
| 1 | Тавн-Гашун       | посёлок, административный центр | ↗396      |
| 2 | Теегин Герл      | посёлок                         | →0        |
| 3 | Харгата          | посёлок                         | ↗22       |

## Экономика
Агропромышленный комплекс является доминирующим в экономике СМО. Сельское хозяйство — моноотраслевое. Важным фактором его развития является непосредственная близость к основным потребителям производимой продукции. В структуре валовой продукции сельского хозяйства района в хозяйствах всех категорий значительную долю занимает животноводство.